# Sarmazia

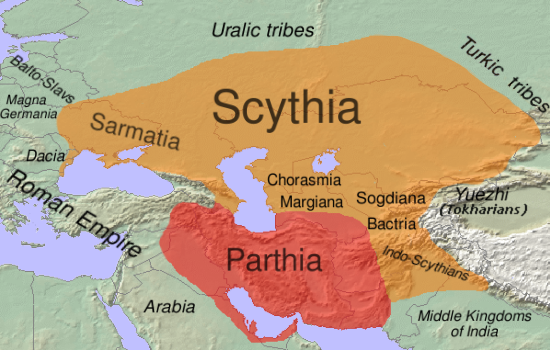
Mappa della Sarmazia (circa 100 a.C.)

Sarmazia (in latino Sarmatia) è il nome attribuito dai Romani ad una porzione di terre dell'Europa orientale, attuali Ucraina e circondario federale meridionale della Russia, e dell'Asia occidentale, comprese tra il Mar Nero ed i fiumi Don e Volga, abitate originariamente dai Sarmati.

## Territorio

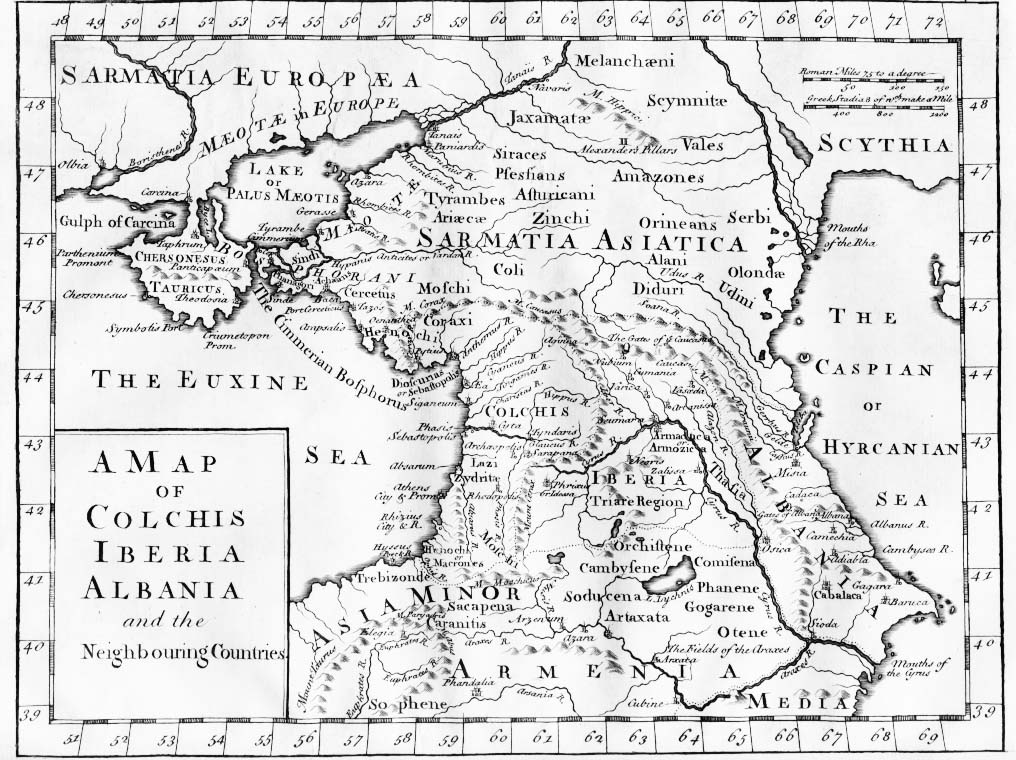
La Sarmazia europea ed asiatica secondo una mappa del 1770.

Se i confini della Sarmatia mutarono nel corso dei secoli ampliandosi ad occidente, con la penetrazione delle genti sarmatiche fino al Danubio ed alle province romane di Pannonia inferiore e Mesia superiore, ad oriente rimasero sempre sfumati. A ovest la regione era infatti limitata dal corso del fiume Danubio e dai Carpazi; a sud, sempre dal Danubio e dalle coste settentrionali del Mar Nero, a contatto con il Limes romano, la lunga frontiera settentrionale dell'Impero romano che si estendeva dal Mare del Nord al Mar Nero. A nord e nord-ovest, la Sarmatia era limitata dalla Germania Magna, mentre ad est, invece, il suo territorio proseguiva indefinitamente fino al Caucaso ed ai territori della Scizia.

## Popolazioni
L'area che sarebbe stata identificata dai Romani con il nome di Sarmatia fu abitata da popolazioni sarmatiche e scitiche, stanziate soprattutto nelle aree occidentali e meridionali. Di queste ricordiamo brevemente:
- i Roxolani, i quali si insediarono nei territori occupati dagli Sciti a nord e a nord ovest del Mar Nero (tra il III secolo a.C. ed il II d.C.) e con essi, in un primo momento, stabilirono un rapporto di alleanza. Quando questo rapporto venne meno i Sarmati conquistarono i territori degli Sciti assoggettando la popolazione al loro potere.
- gli Iazigi, che si insediarono nei territori a ovest dei Daci, a sud dei Germani e sia a est sia a nord del Danubio tra il III secolo a.C. e il II d.C.
- gli Aorsi dei quali pur sapendosi poco, è probabile fossero stanziati nei pressi del regno del Bosforo a sud-est degli Alani.
- gli Alani, i quali si insediarono ad est del Mar Nero a nord del Caucaso e degli Aorsi e qui ci vengono descritti dai Romani come allevatori di cavalli. Furono la popolazione Sarmatica di più lunga durata, in parte si convertirono al cristianesimo ortodosso nel IX secolo, combatterono contro i Mongoli prima, e accanto ad essi poi (una serie di tombe, forse di guerrieri Alani cristiani è stata rinvenuta in una necropoli mongola in Corea), gli Alani rimasti si stabilirono sul Caucaso occidentale, dove subirono una più o meno forte influenza turca ed islamica nel XVI-XVII secolo, e poi un processo di parziale russificazione tra il tardo '700 ed i giorni nostri. Attualmente sono noti come Osseti.

## Storia

### Epoca romana

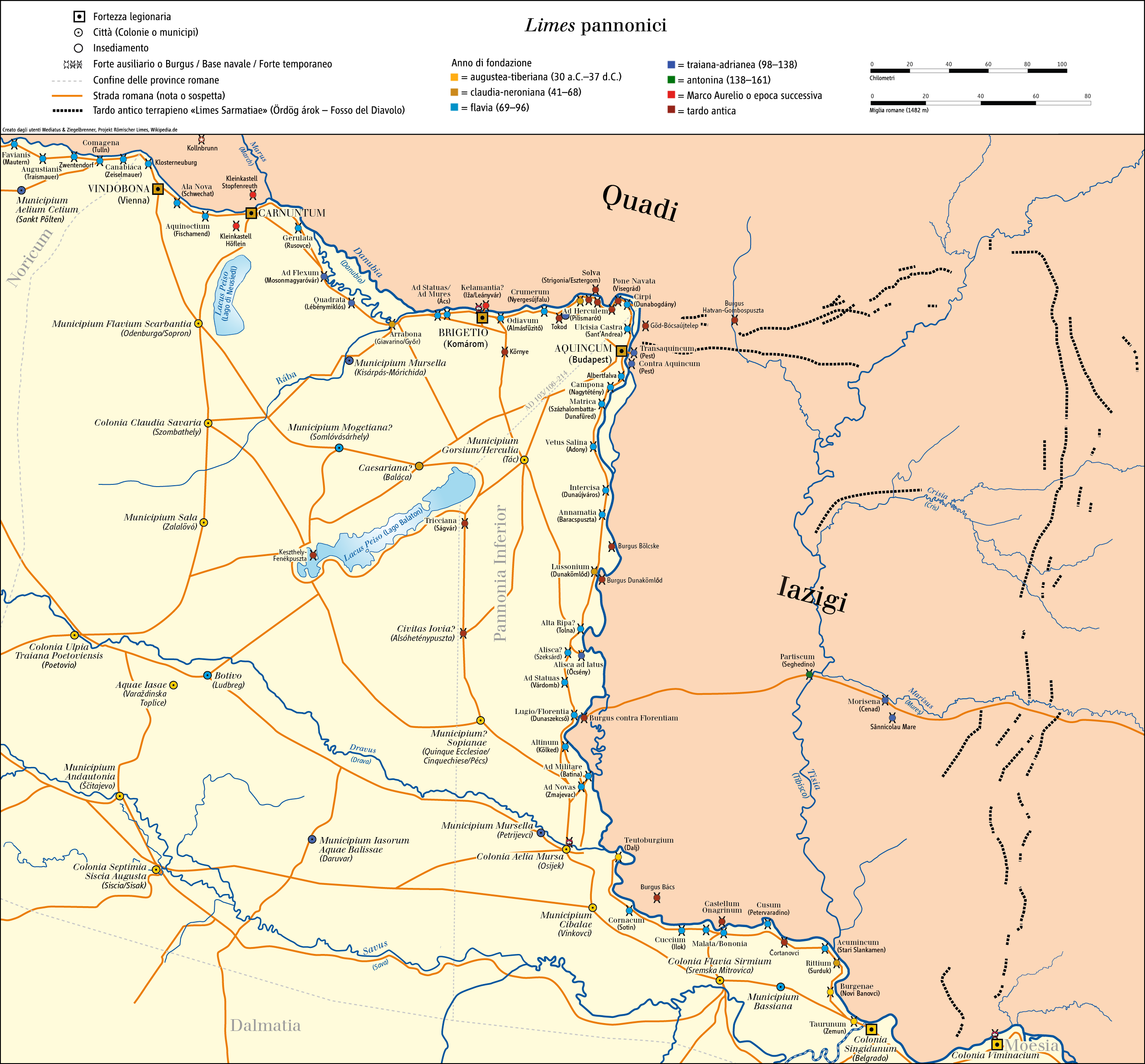
Il limes lungo i confini della Pannonia superiore e inferiore, con il tracciato sarmatico (tratteggiato sulla destra) della cosiddetta diga del Diavolo.

Al tempo dell'imperatore Augusto sappiamo dalle sue Res gestae divi Augusti che:
Sappiamo che ai tempi dell'imperatore romano, Marco Aurelio, quest'ultimo voleva fare dei territori compresi nell'arco carpatico tra Dacia e Pannonia inferiore una nuova provincia chiamata Sarmatia.
Sembra che sotto Costantino I, o forse anche un secolo e mezzo prima, si provvide alla costruzione di tutta una serie di terrapieni al di là del Danubio, nella pianura ungherese, per allentare la pressione di Goti e Gepidi lungo i territori degli alleati Iazigi, "appoggiati" alla vicina frontiera pannonica. Questo sistema di fortificazioni viene oggi comunemente chiamato: "Diga del Diavolo" e partiva di fronte ad Aquincum per poi seguire parallelamente il fiume Tisza, alla sua sinistra, e raggiungere la fortezza legionaria di Viminacium.